# 拉罗什博库尔和阿让蒂讷
拉罗什博库尔和阿让蒂讷（法語：La Rochebeaucourt-et-Argentine，法語發音：[la ʁɔʃbokuʁ e aʁʒɑ̃tin]）是法国多尔多涅省的一个市镇，位于该省西北部，属于农特龙区。该市镇于1827年由原市镇拉罗什博库尔（La Rochebeaucourt）和阿让蒂讷（Argentine）合并而成。

## 地理
拉罗什博库尔和阿让蒂讷（45°29'1"N, 0°22'48"E）面积17.31 平方千米，位于法国新阿基坦大区多爾多涅省，该省份为法国西南部内陆省份，是法國本土面积第三大的省，大致对应佩里戈尔地区，北起顺时针与夏朗德省、上维埃纳省、科雷兹省、洛特省、洛特-加龙省、吉倫特省和滨海夏朗德省接壤。
与拉罗什博库尔和阿让蒂讷接壤的市镇（或旧市镇、城区）包括：布朗扎盖-圣西巴尔、孔比耶、埃东、古-罗西尼奥勒、香槟和方丹、圣克鲁瓦德马勒伊。

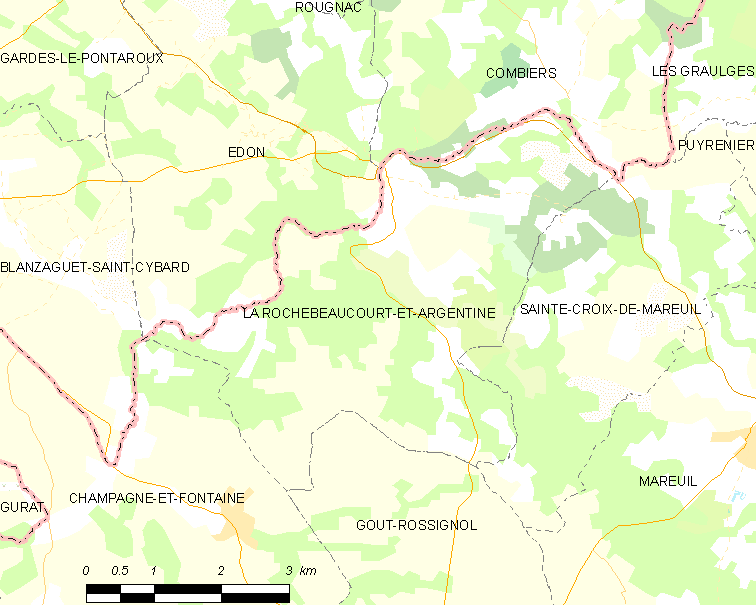
拉罗什博库尔和阿让蒂讷的OSM定位图

拉罗什博库尔和阿让蒂讷的时区为UTC+01:00、UTC+02:00（夏令时）。

## 行政
拉罗什博库尔和阿让蒂讷的邮政编码为24340，INSEE市镇编码为24353。

## 政治
拉罗什博库尔和阿让蒂讷所属的省级选区为佩里戈尔地区布朗托姆县。

## 人口

1962-2008年间拉罗什博库尔和阿让蒂讷人口变化图示

拉罗什博库尔和阿让蒂讷于2022年1月1日时的人口数量为331人。